# Krácsfalva
Krácsfalva (románul: Mara, 1956-ig Crăcești, jiddisül קראצ'שט) falu Romániában, Máramaros megyében, a történeti Máramarosban.

## Fekvése
Máramarosszigettől 26 kilométerre délre, a Mára patak mellett, Desze délnyugati szomszédjában fekvő település.

## Nevének eredete
Magyar és eredeti román nevének alapeleme a Karácsony férfinévnek megfelelő férfinév. Először 1415-ben említi oklevél, Karachfalva néven. Románul hivatalos névcsere eredményeként kapta meg patakja nevét, az eredetit az azonos hangzású crăcești 'szétterpesztesz' igealak miatt érezhették zavarónak.

## Története
Valószínűleg 1400 körül keletkezett. A Drágffy család, majd a kincstár román jobbágyfalva volt Máramaros vármegyében. A 18. században beléolvadt Nagypatak falu, nem világos viszont, hogy a középkor végi Kopácsfalva ezzel azonos-e, vagy Krácsfalva viselte utóbbi nevet.
1900-ban 1137 lakosából 1032 volt román, 88 német (jiddis) és 9 magyar anyanyelvű; 1039 görögkatolikus és 89 zsidó vallású.
2002-ben 1024 lakosából 1020 volt román nemzetiségű és 962 ortodox vallású.

## Látnivalók
- Faragott máramarosi nagykapuk.
- A Rozsály hegységben, a falutól nyolc kilométerre északkeletre folyik a Márába a Runku patak. Völgyének alsó szakasza a Tatár-szoros, Románia egyetlen andezitba vájt szurdoka. A patak vizét felduzzasztják, a völgyet pedig három kilométer hosszúságban elárasztják.[1] Ez Románia legrégebben megkezdett és máig (2012) befejezetlen gátja. Aristide Teodorescu román mérnök tervezte, építését többször is újrakezdték, de pénzforrások hiányában nem lehet tudni, mikor lesz kész. A környező települések innen fogják kapni az ivóvizet.[2]

## Források

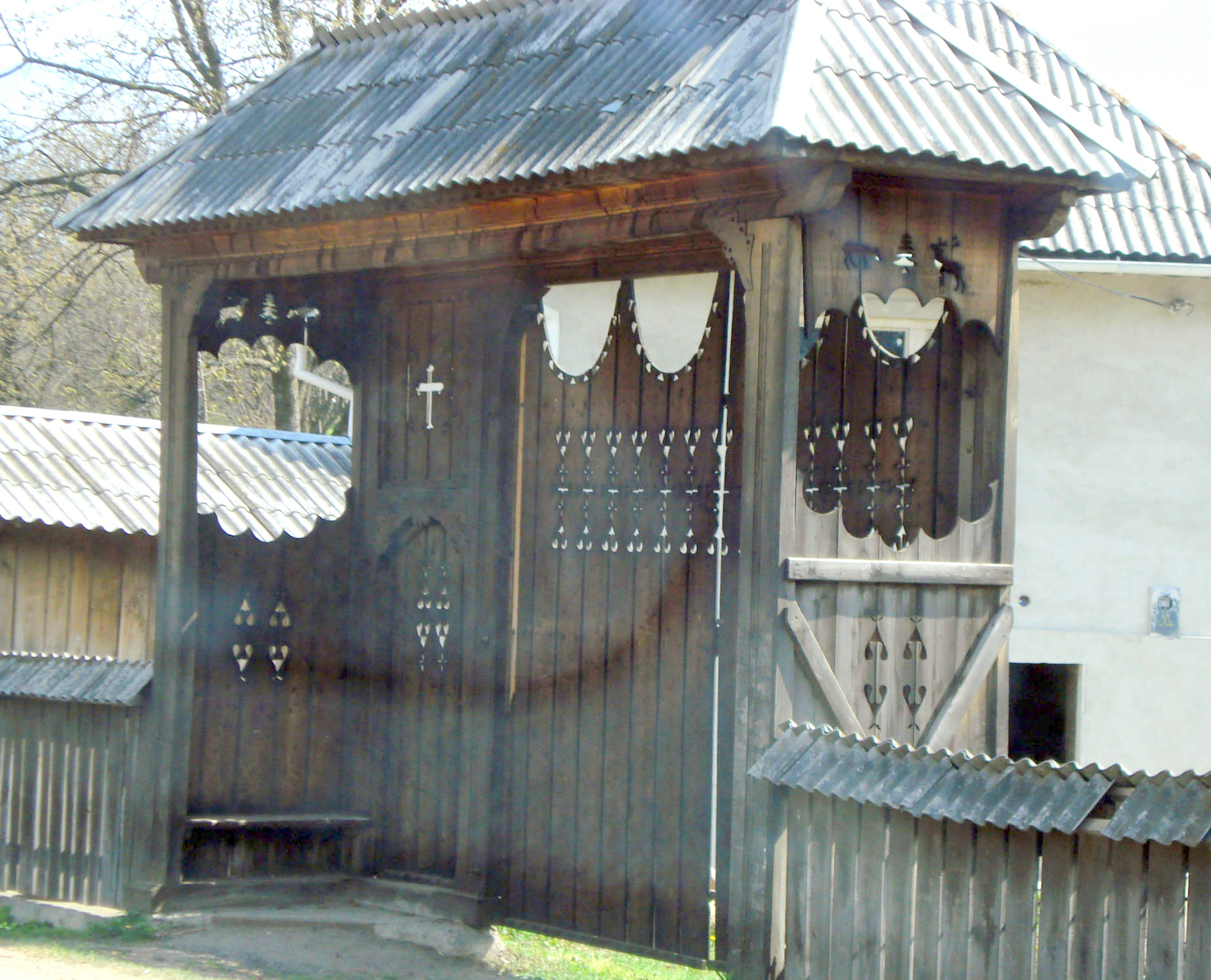
Krácsfalvi faragott kapu